# Зюганов, Геннадий Андреевич
Генна́дий Андре́евич Зюга́нов (род. 26 июня 1944, Мымрино, Орловская область) — советский и российский политический деятель, председатель ЦК Коммунистической партии Российской Федерации (КПРФ), депутат Государственной думы всех созывов (с 1993 года). Четырежды баллотировался на пост Президента Российской Федерации, каждый раз занимая второе место (1996, 2000, 2008 и 2012). Член Государственного совета Российской Федерации (с 2012 года). Герой Труда Российской Федерации (2024).
Доктор философских наук, автор ряда книг. Полковник химических войск в отставке.
За поддержку вторжения России на Украину находится под санкциями ЕС, Великобритании, США, Канады и ряда других стран.

## Биография
Родился 26 июня 1944 года в учительской семье в деревне Мымрино (около 100 км от Орла). Со слов Зюганова, он родился недоношенным — семимесячным.
Отец — Андрей Михайлович Зюганов (1910—1990), был командиром артиллерийского расчёта[когда?], по свидетельству Геннадия Зюганова, потерял ногу под Севастополем; был награждён медалью «За боевые заслуги». Также принимал участие в боях за освобождение Одессы. После войны преподавал в Мымринской средней школе большинство предметов, в том числе основы сельского хозяйства, исключая иностранный и русский языки и литературу. Старший брат отца, Александр, освобождал Беларусь и погиб под Витебском, где и похоронен.
Мать — Марфа Петровна  (в девичестве — Бахарева, 1915—2004), преподавала в начальных классах Мымринской школы. Сам Геннадий Зюганов рассказывал: «Я из семьи потомственных учителей и пчеловодов. Мой дед, отец, его братья… хорошо занимались этим славным делом. Мне с детства пришлось много трудиться на огороде и пасеке. Помогал отцу, вернувшемуся с фронта инвалидом. Мой отец выписывал журнал „Пчеловодство“, и мы вместе с ним его читали».
Окончив с серебряной медалью Мымринскую среднюю школу Хотынецкого района Орловской области в 1961 году, год проработал в ней учителем математики, а также преподавателем начальной военной подготовки и физкультуры. В 1962 году поступил на физико-математический факультет Орловского педагогического института, который окончил с отличием в 1969 году. Был капитаном команды КВН факультета.
В 1963—1966 годах проходил срочную службу во взводе радиационной и химической разведки Группы советских войск в Германии, а также в химических войсках в Беларуси и Челябинской области — в специальной военной разведке против атомного, химического, бактериологического оружия (в настоящее время — полковник в отставке химических войск).
С 1969 по 1970 год преподавал физику и математику в Орловском педагогическом институте. Одновременно занимался профсоюзной, комсомольской и партийной работой.
В 1966 году вступил в КПСС. Во время обучения в Орловском пединституте был председателем профкома института, в 1968 году избран секретарём комитета ВЛКСМ института.
С 1972 по 1974 год работал первым секретарём Орловского обкома ВЛКСМ. В 1974—1983 годах был секретарём Заводского райкома, вторым секретарём Орловского горкома КПСС, затем — заведующим отделом пропаганды и агитации Орловского обкома КПСС. Одновременно с 1973 по 1978 год был депутатом Орловского горсовета, с 1980 по 1983 год — депутатом Орловского областного Совета народных депутатов.
С 1978 года учился на основном отделении Академии общественных наук при ЦК КПСС, окончил при ней аспирантуру экстерном в 1980 году и защитил диссертацию на соискание учёной степени кандидата философских наук по теме «Основные направления развития социалистического городского образа жизни на примере крупных городов страны» (Специальность — 09.00.02 «Теория научного коммунизма»).
В 1983—1989 годах работал в Отделе агитации и пропаганды ЦК КПСС сначала инструктором, а с 1985 года и. о., затем (с 1986 года) — заведующим сектором пропаганды. В 1989—1990 годах был заместителем заведующего идеологическим отделом ЦК КПСС (c 1988 года так назывался бывший отдел агитации и пропаганды, который возглавлял Александр Капто). Делегат XXVIII съезда КПСС (июнь 1990 года) и Учредительного съезда Компартии РСФСР (июнь-сентябрь 1990 года).

### 1990-е годы
После создания Коммунистической партии РСФСР в июне 1990 года на 1-м учредительном съезде был избран председателем постоянной комиссии ЦК КП РСФСР по гуманитарным и идеологическим проблемам, а в сентябре 1990 года — секретарём ЦК и членом Политбюро ЦК КП РСФСР. На посту секретаря ЦК занимался вопросами идеологии и взаимодействия с общественными организациями и движениями. В начале 1991 года выступил с призывом об отстранении Михаила Горбачёва с должности генсека. 7 мая 1991 года в газете «Советская Россия» было опубликовано открытое письмо Зюганова «Архитектор у развалин», адресованное бывшему члену Политбюро, секретарю ЦК КПСС, старшему советнику президента СССР Александру Яковлеву, в котором содержалась резкая критика политики Перестройки.
Весной 1991 года возглавил избирательный штаб Н. И. Рыжкова на выборах президента РСФСР. Эти выборы выиграл председатель Верховного Совета РСФСР Б. Н. Ельцин.
В июле 1991 года подписал вместе с рядом известных государственных, политических и общественных деятелей обращение «Слово к народу». В обращении говорилось о мерах по предупреждению распада СССР и о возможных трагических событиях. В августе 1991 года был выдвинут кандидатом на выборах 1-го секретаря ЦК КП РСФСР, но снял кандидатуру в пользу В. А. Купцова в связи с отсутствием опыта парламентской работы. Во время выступления ГКЧП находился в отпуске на Северном Кавказе и участия в событиях не принимал. В сентября 1991 года Зюганов назвал указ президента РСФСР Бориса Ельцина о приостановлении деятельности компартии произволом и беззаконием.
В декабре 1991 года был введён в состав координационного совета Российского общенародного союза. Также был избран членом координационного совета движения «Отчизна». 12—13 июня 1992 года участвовал в 1-м соборе (съезде) Русского национального собора (РНС), став членом президиума собора.
В октябре 1992 года вошёл в оргкомитет Фронта национального спасения (ФНС).
В декабре 1992 года вошёл в Инициативный Оргкомитет по созыву восстановительного съезда Компартии РСФСР.

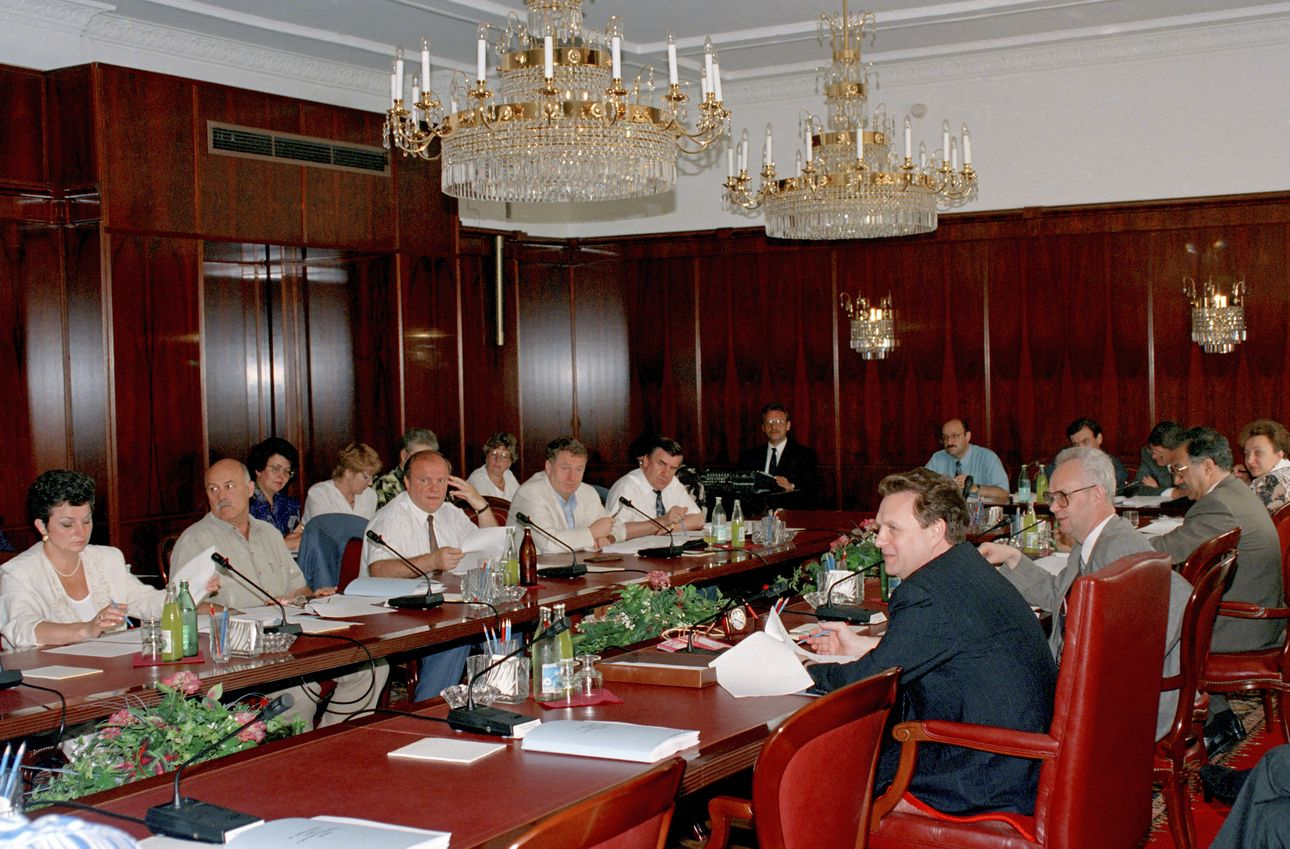
Зюганов на одном из заседаний Совета Государственной Думы первого созыва. 1995

На II чрезвычайном (восстановительном) съезде Коммунистической партии РСФСР (КП РСФСР) 13—14 февраля 1993 года был избран членом Центрального исполнительного комитета партии, а на первом организационном пленуме ЦИК КП РФ — председателем ЦИК.
25-26 июля 1993 года принял участие в работе II конгресса Фронта национального спасения в Москве. С 20:00 21 сентября 1993 года — после выступления Бориса Ельцина с сообщением о роспуске Съезда народных депутатов и парламента — находился в Доме Советов, выступал на митинге у здания Верховного Совета. Был одним из организаторов массовых акций в защиту Съезда и Верховного Совета. 2 октября выступил в эфире ВГТРК, призвав население Москвы не поддаваться на провокации и не применять силу для того, чтобы создать благоприятные условия для проведения под эгидой региональных властей переговоров о досрочных выборах Съезда народных депутатов и Президента («нулевой вариант»). Также Зюганов убеждал Руцкого не выводить людей за пределы Верховного Совета. Предупреждал, что в Останкино сидит группа спецназовцев с полным комплектом вооружения и приказом стрелять на поражение.
12 декабря 1993 года был избран депутатом Государственной думы I созыва по федеральному списку КПРФ. С января 1994 года бессменно возглавляет фракцию КПРФ в Государственной Думе Федерального Собрания Российской Федерации.
В апреле—мае 1994 года был одним из инициаторов создания движения «Согласие во имя России». 21—22 января 1995 года на III съезде КПРФ стал председателем ЦК КПРФ. 17 декабря 1995 года избран депутатом Государственной думы II созыва по общефедеральному списку КПРФ.
В апреле 1995 года в МГУ имени М. В. Ломоносова защитил докторскую диссертацию по теме «Основные тенденции и механизм социально-политических изменений в современной России» (Специальность: 09.00.10 — «Философия политики и права»).
В июле 1995 года избран членом Совета СКП-КПСС.

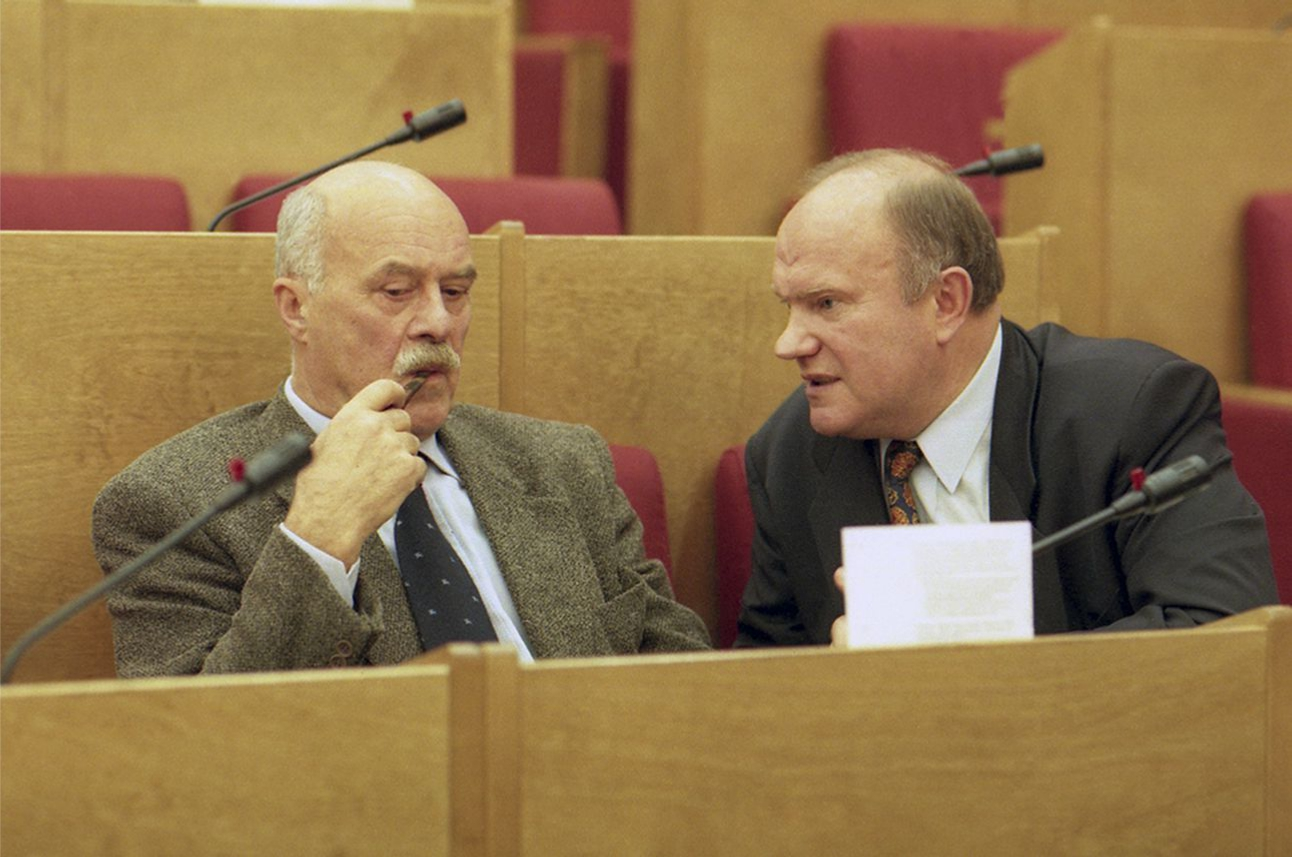
Геннадий Зюганов и Станислав Говорухин во время заседания Государственной Думы. 1998

4 марта 1996 года зарегистрирован кандидатом в президенты РФ. 16 июня состоялись выборы президента РФ 1996 года. Кандидатуру Зюганова поддержали 32,04 % голосов избирателей, принявших участие в голосовании в первом туре, что лишь немногим меньше (35 %) кандидата и действовавшего Президента Ельцина. 3 июля 1996 года в ходе голосования во втором туре за кандидатуру Зюганова проголосовало 40,31 % избирателей, что было значительно меньше, чем у победившего Ельцина. Хотя Зюганов оспорил официальные результаты выборов по ряду мест (например, в Татарстане), Владимир Жириновский в ходе проведения своей кампании на следующих президентских выборах 2000 года, вице-спикер Государственной Думы Любовь Слиска позднее и ряд других политиков и экспертов высказывали мнение или утверждали, что истинные результаты как минимум первого тура или выборов 1996 г. в целом были иными. Что победу на них, якобы, одержал Зюганов, который под мощным давлением не стал её отстаивать административными средствами и волевым нажимом, разоблачая «победу» Ельцина в полной мере законными и публичными средствами, которые не могли принести успеха.
Зюганов в 2004 году заявил: «Мы догадывались о чудовищной фальсификации, но не могли её доказать, потому что мы ещё не умели повсеместно контролировать результаты голосования. Но и тогда, и теперь мы обращаемся в суды для проверки фактов неконституционного поведения избирательных комиссий».

Согласно свидетельствам Сергея Бабурина, Сергея Удальцова и других участников, 20 февраля 2012 года на встрече с представителями «несистемной оппозиции» президент Дмитрий Медведев заявил о выборах 1996 года дословно следующее: «Вряд ли у кого есть сомнения, кто победил на выборах президента 1996 года. Это не был Борис Николаевич Ельцин». Позже анонимный источник в Кремле это отрицал.

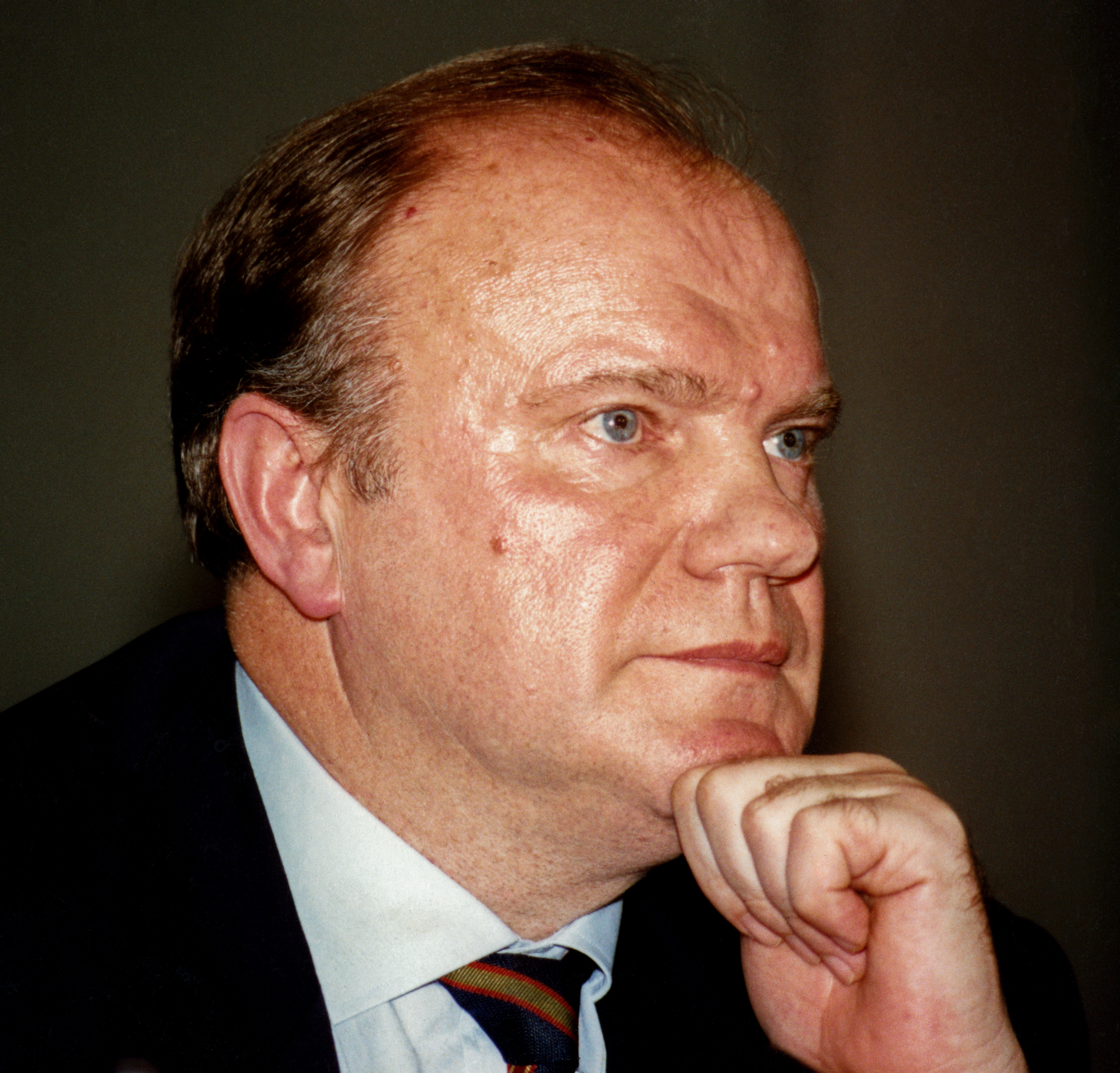
1999 год

В августе 1996 года избран председателем координационного совета Народно-патриотического союза России, в который вошли партии и движения, поддержавшие его на президентских выборах. В начале 1997 года выступил с призывом принудить Ельцина к отказу от должности президента, одновременно дав ему гарантии неприкосновенности и достойной жизни. В том же заявлении призвал все политические движения страны не предпринимать действия, которые бы ослабляли государственную власть в центре и на местах.
В марте 1998 года выступил за импичмент Ельцину.
В августе 1998 года после дефолта ушло в отставку правительство Сергея Кириенко и Ельцин предложил кандидатуру Черномырдина на пост премьера. 30 августа в прессе появились сведения о наличии соглашения фракций Госдумы, которое бы гарантировало утверждение Черномырдина на пост премьера. Однако позже Зюганов и лидеры других партий отказались от этого соглашения. В ходе голосований кандидатура Черномырдина была дважды провалена Госдумой. В сентябре Ельцин предложил кандидатуру Примакова, которую думцы утвердили.
В мае 1999 года в Думе прошло голосование по импичменту Ельцину. Необходимых 300 голосов сторонники импичмента не набрали ни по одному из пяти вопросов. Зюганов заявил, что основным результатом голосования в Госдуме стало то, что импичмент Ельцину был поддержан большинством думцев.
Накануне думских выборов возглавил предвыборный блок «За победу», образованный на базе КПРФ.
19 декабря 1999 года избран депутатом Государственной думы III созыва по федеральному списку КПРФ.

### 2000-е годы

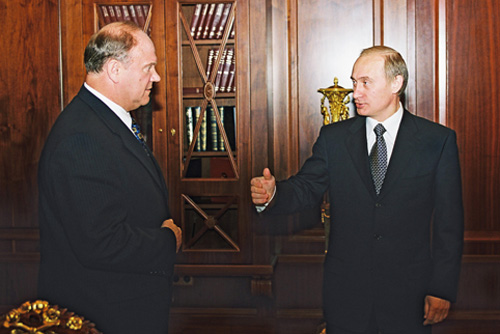
На встрече с Владимиром Путиным. 2000 год

В 2000 году вновь баллотировался на пост главы государства. Его предвыборная программа содержала обещания отдать все природные ресурсы государству, природную ренту делить между всеми гражданами страны, вернуть госмонополию на водку и табак, гарантировать всем право на работу и достойную оплату труда, обеспечить право на бесплатную медицину, обеспечить право на бесплатное образование, снизить в два раза налогообложение производства, ввести льготы для наукоёмких производств, внести поправки в конституцию с целью преобразования страны в парламентскую республику. 26 марта 2000 года на выборах президента России получил 29,21 % голосов и занял второе место после Владимира Путина.
В январе 2001 года на пленуме Совета СКП-КПСС избран председателем Совета Союза компартий.
Весной 2002 года решением центристского и правого большинства в Госдуме от своих должностей был освобождён ряд членов фракции КПРФ, которые занимали посты председателей парламентских комитетов. Пленумы ЦК КПРФ 3 и 10 апреля 2002 года поручили остальным своим председателям — выдвиженцам партии, а также председателю Госдумы Геннадию Селезнёву уйти в отставку в знак солидарности с уволенными. Однако Селезнёв, а также главы комитетов Думы Николай Губенко и Светлана Горячева отказались подчиниться решению пленума и по решению нового пленума ЦК КПРФ были исключены из КПРФ и думской фракции партии. Как пояснил сам Зюганов, они были исключены «за невыполнение устава и ущерб, который наносится нашему общему делу». Газета «Коммерсантъ» отметила, что в преддверии выборов Зюганов показал, что способен навести порядок в партии и по-прежнему остаётся её единоличным лидером. Газета «Ведомости» подчеркнула: «КПРФ продемонстрировала своему электорату, что не потерпит отклонений от генеральной линии партии, „соглашательства с властью“ и того, что некоторые предпочитают членству в КПРФ тёплые места и широкие кресла». Но, несмотря на это, издание сделало вывод: КПРФ потеряла позиции, но не дошла до раскола.

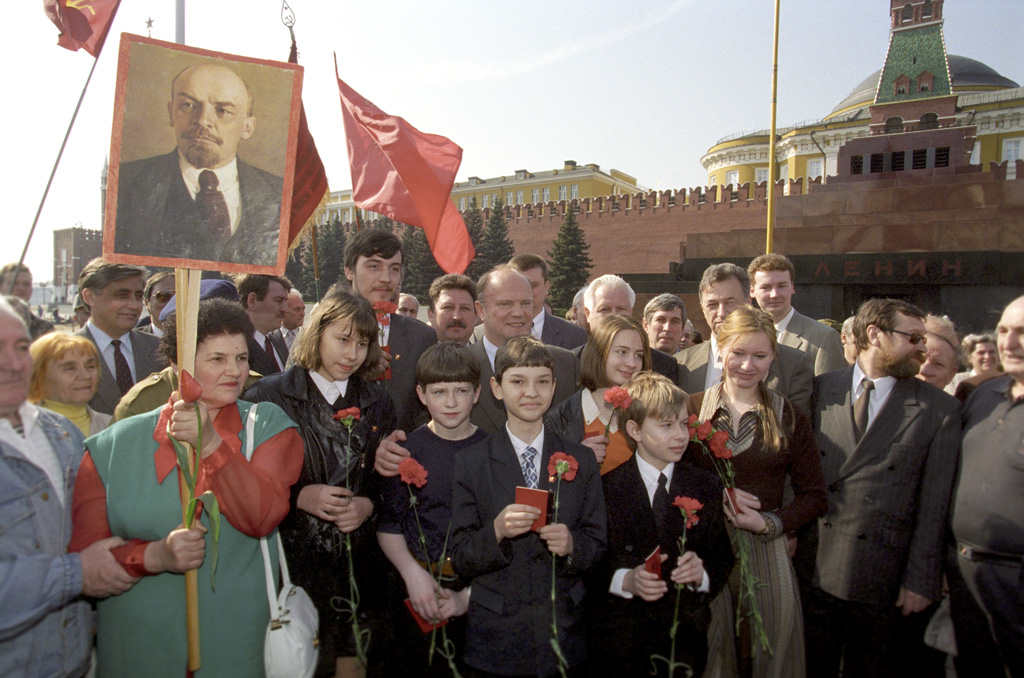
На митинге в честь 130-й годовщины со дня рождения Ленина, 22 апреля 2000 года

23 сентября 2003 года Зюганов направил в Генпрокуратуру и Центральную избирательную комиссию РФ депутатский запрос, в котором потребовал возбудить административное дело против Путина как должностного лица категории «А» и оштрафовать его на сумму 22 500 рублей за ведение предвыборной агитации вне агитационного периода партии «Единая Россия». Однако председатель ЦИК РФ Александр Вешняков и председатель Совета Федерации Сергей Миронов возразили, что не усмотрели в выступлении президента ничего противозаконного. Глава КПРФ пытался подавать жалобу в вышестоящие инстанции, однако ни один суд не рассмотрел жалобу по существу.
В 2003 году избран депутатом Государственной думы IV созыва по списку КПРФ.
Не участвовал в президентских выборах 2004 года, вместо него партию представлял Николай Харитонов. По официальным данным, он занял второе место, набрав 13,69 % голосов избирателей.
В 2004 году Зюганов оставил пост председателя координационного совета НПСР. Пост занял Геннадий Семигин, но КПРФ отказывается признавать его избрание.
Также в 2004 году произошёл внутрипартийный конфликт. 3 июля 2004 года в Москве прошли два X Съезда КПРФ, один избрал председателем ЦК КПРФ Зюганова, другой «альтернативный» отстранил последнего и выбрал главой ЦК Владимира Тихонова. Минюст признал «альтернативный съезд» нелегитимным. Таким образом Зюганов сохранил лидерство в партии.

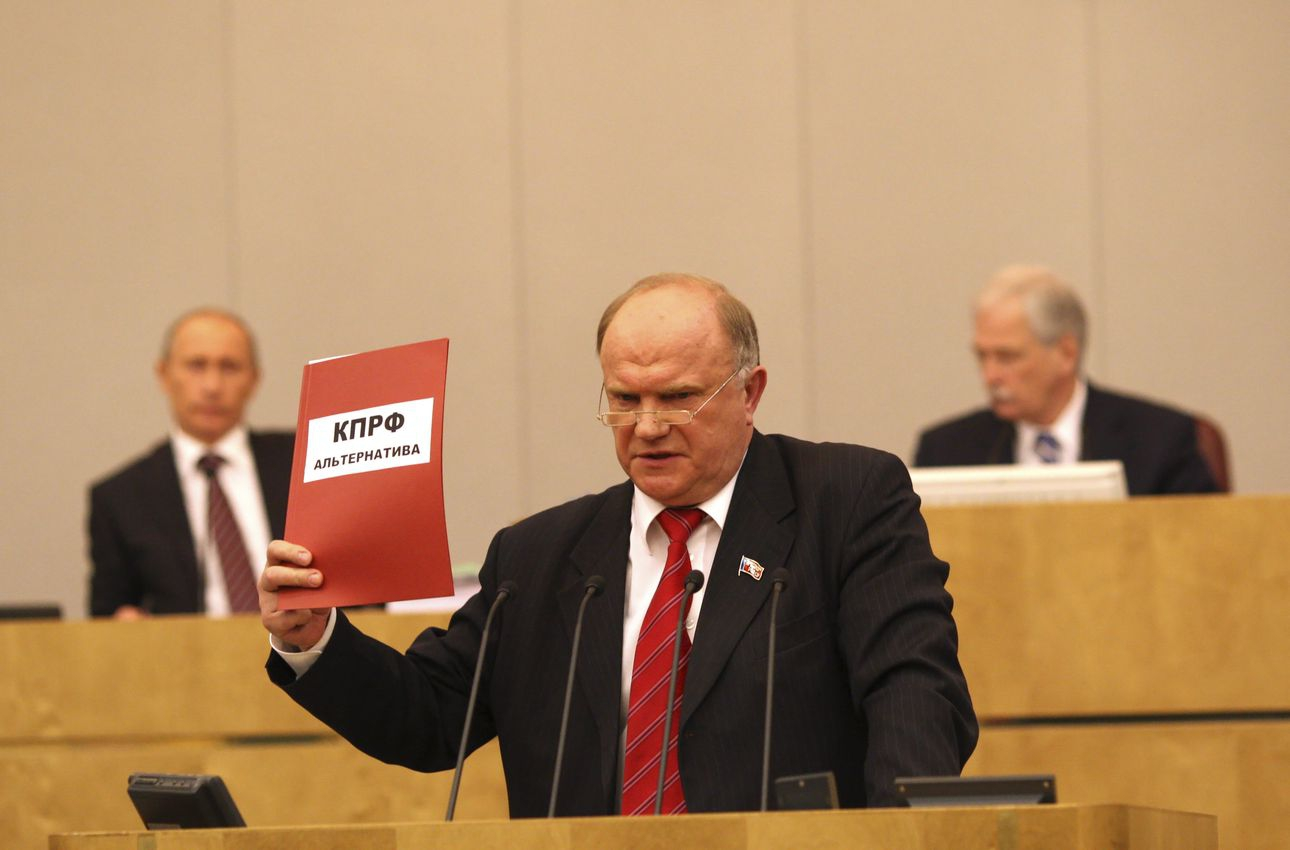
Выступление Зюганова в Государственной Думе. 2009

В том же году вышла книга Зюганова «О русских и о России», в которой он заявил о необходимости всем патриотам и коммунистам защищать русских. В книге высказывалась мысль о том, что обвинения России в возрождении русского шовинизма являются отражением выросших волнений мировой закулисы, которая осознаёт, что глобальная антирусская интрига находится в данное время на грани срыва.
В 2006 году высказал мнение о желательности разработки проекта «Новая внешняя и внутренняя политика», порекомендовав использовать опыт Беларуси, Индии, Китая, Вьетнама и Европы.
В 2007 году по списку КПРФ избран депутатом Госдумы РФ V созыва.
Принял участие в президентских выборах 2008 года, заняв второе после Дмитрия Медведева место (по официальным данным, более 13 млн голосов, или 17,72 % от принявших участие в выборах).
В ноябре 2008 года, когда в России разгорелся экономический кризис, в качестве антикризисной меры Зюганов предложил подвергнуть национализации основные богатства России.

### 2010-е

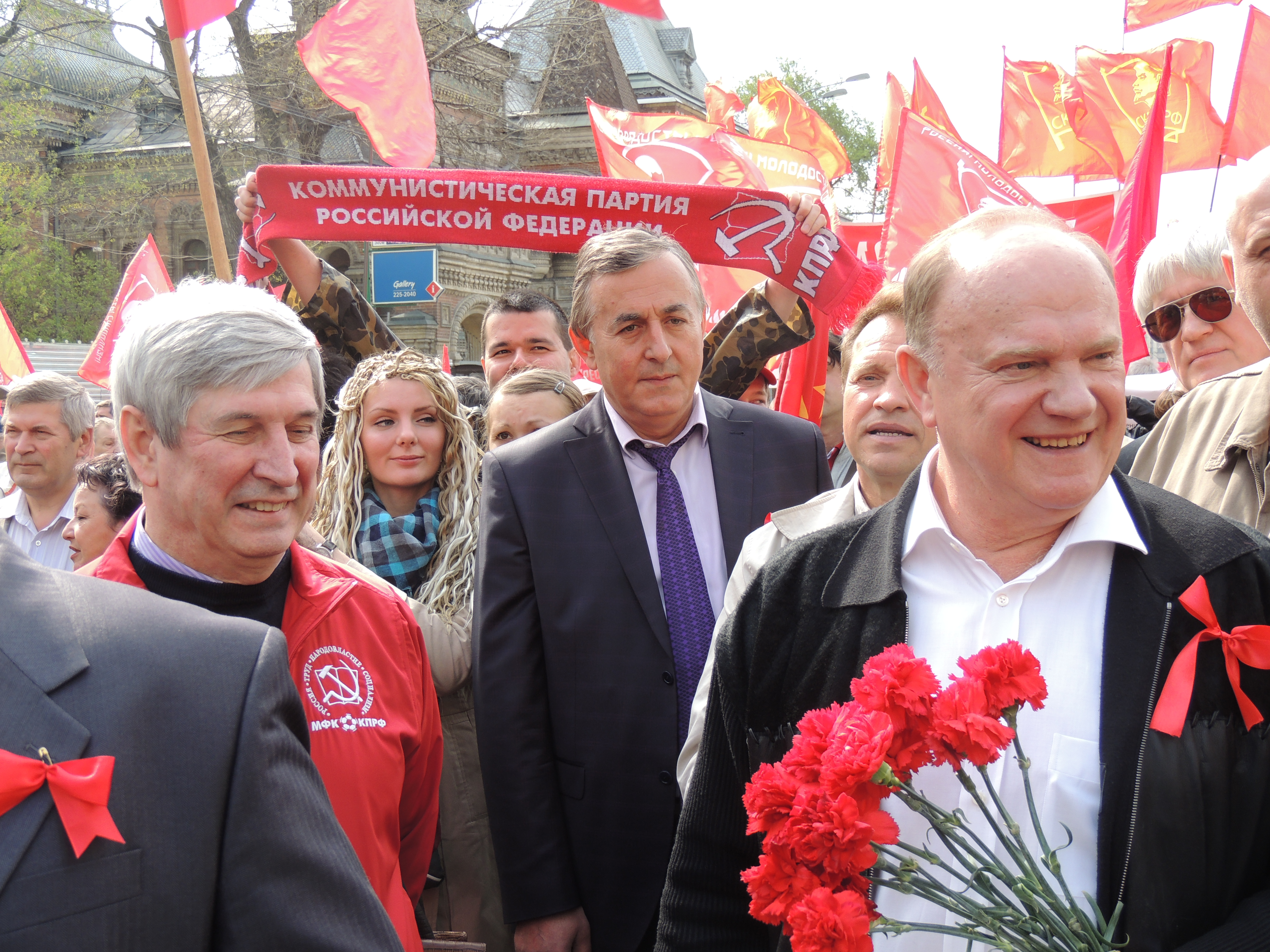
На Первомайской демонстрации в Москве. 2012 год

В начале лета 2011 года, в ответ на создание «Общероссийского народного фронта», лидер КПРФ заявил о формировании «Всенародного ополчения имени Кузьмы Минина и Дмитрия Пожарского» с программой «вывода страны из кризиса».
В 2011 году в очередной раз был избран депутатом Государственной думы России.
Принял участие в выборах Президента 2012 года, заняв второе после Владимира Путина место (по официальным данным, 12,4 млн голосов, или 17,18 % от принявших участие в выборах). Зюганов оказался единственным кандидатом, участвовавшим в выборах, кто не признал их итоги.
С 11 июля 2012 года — член Государственного совета Российской Федерации. В соответствии с Указом Президента Российской Федерации от 11 июля 2012 года № 946 «Вопросы Государственного совета Российской Федерации» руководители фракций в Государственной Думе, по должности, являются членами Государственного совета.
В августе 2012 года, после вынесения обвинительного приговора по делу Pussy Riot, Зюганов, не одобрив тюремного срока для молодых женщин, сказал, что осуждённым в качестве наказания достаточно «хорошей порки»; при этом выразил желание собственноручно исполнить экзекуцию: «Лично моя точка зрения: я бы взял хороший ремень, выпорол их и отправил к детям и родителям. Это и было бы для них административным наказанием. И сказал бы, чтобы они больше таким богохульством и безобразием не занимались». После этих слов Зюганов приобрёл в прессе репутацию человека «опытного в искусстве порки».

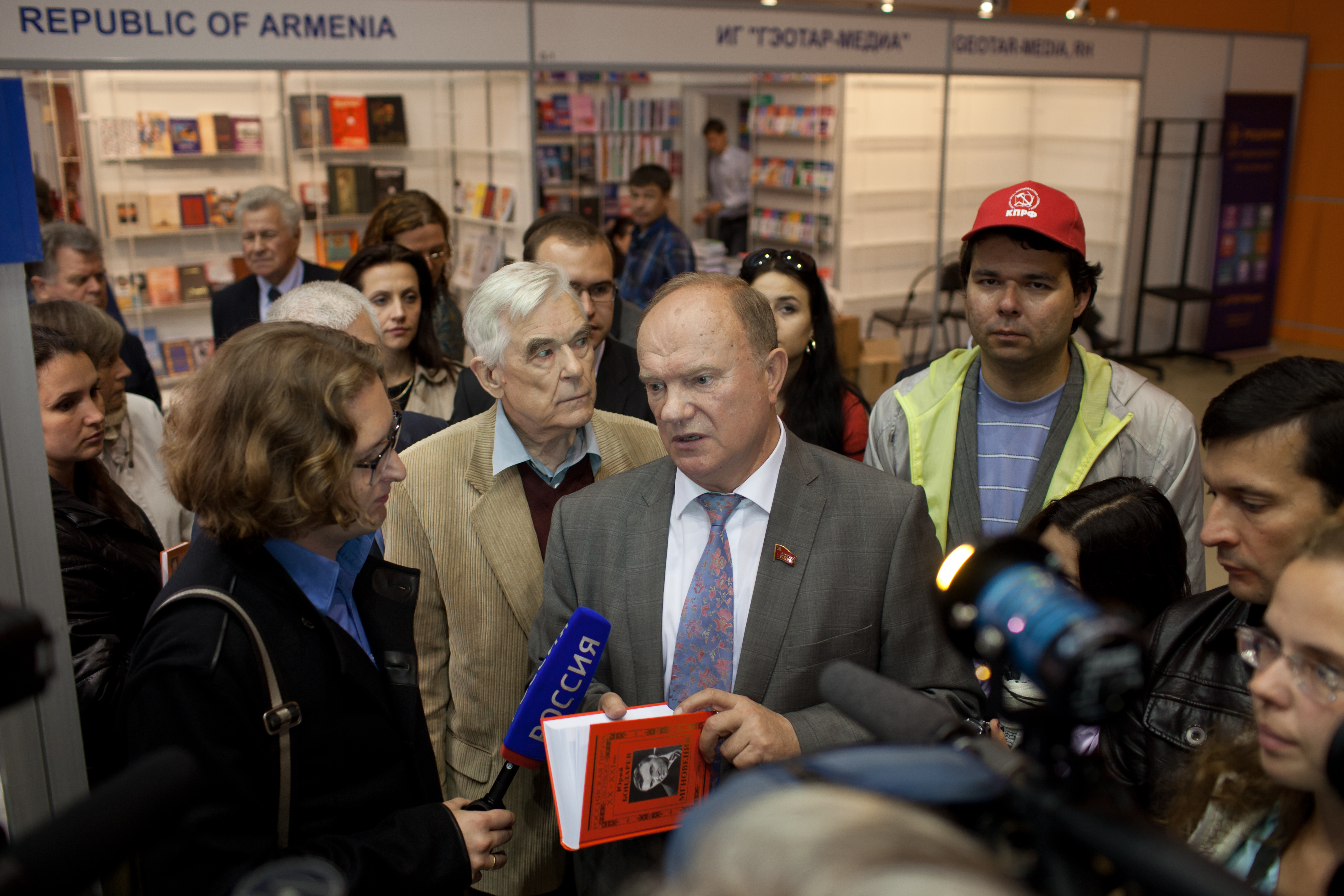
На Московской международной книжной выставке-ярмарке. 4 сентября 2013 года

19 сентября 2012 года власти США выразили возмущение записью в микроблоге Зюганова о гибели посла в Ливии («Американского посла в Ливии расстреляли, как последнюю собаку. Это был главный специалист по ливийской „революции“. Он получил то, что посеял»). Позже Зюганов опроверг подлинность этой цитаты, продолжая, впрочем, критиковать политику США в Ливии, назвав её агрессией; как недальновидную оценил и деятельность посла Стивенса. В Вашингтоне заявили, что после этих заявлений Зюганову уже не удастся сохранить прежние благоприятные отношения с американским посольством в Москве.
На XV съезде КПРФ 23-24 февраля 2013 года переизбран председателем КПРФ на очередной срок, получив подавляющее число голосов делегатов при тайном голосовании.
26 июня 2014 года к 70-летию Зюганова телеканал «Россия-1» показал документальный фильм «Геннадий Зюганов. История в блокнотах».
С 1 ноября 2014 года — председатель Центрального Совета СКП-КПСС.
В декабре 2017 года на XVII съезде КПРФ Геннадий Зюганов лично предложил выдвинуть кандидатуру бизнесмена Павла Грудинина на предстоящих президентских выборах 2018 года, а сам возглавил его предвыборный штаб.

#### Информация о госпитализации и инфаркте
4 июня 2012 года во время летнего отдыха в санатории «Заря» (Кисловодск) Зюганов был госпитализирован для обследования в городскую больницу. По данным первичного обследования, у лидера КПРФ обнаружили острый Q-образующий инфаркт миокарда левого желудочка и было решено провести коронарографию. Данные диагноза попали в интернет, по факту разглашения диагноза Минздравом была организована проверка, поскольку эта информация входит в разряд составляющих врачебную тайну. Как отмечала глава Минздрава Вероника Скворцова, состояние Зюганова оценивалось как «удовлетворительное». 5 июня спецбортом из аэропорта Минеральных Вод Зюганова доставили в Москву и поместили в столичный институт кардиологии. Официальные СМИ КПРФ утверждают, что у лидера коммунистов «на фоне жалоб на острую боль в коленном суставе было зафиксировано повышенное артериальное давление». Сам Зюганов также объяснил госпитализацию травмой колена. 9 июня 2012 года зампред председателя ЦК КПРФ Владимир Кашин, посетивший пациента в Московском центре кардиологии, сообщил, что Зюганов «чувствует себя нормально, более того, он бодр, весел». Как утверждала Life News, 9 июня 2012 года Зюганову сделали операцию на сердце. 10 июня 2012 года Зюганов вернулся к работе и дал интервью, касающееся сложившейся политической обстановки в России.

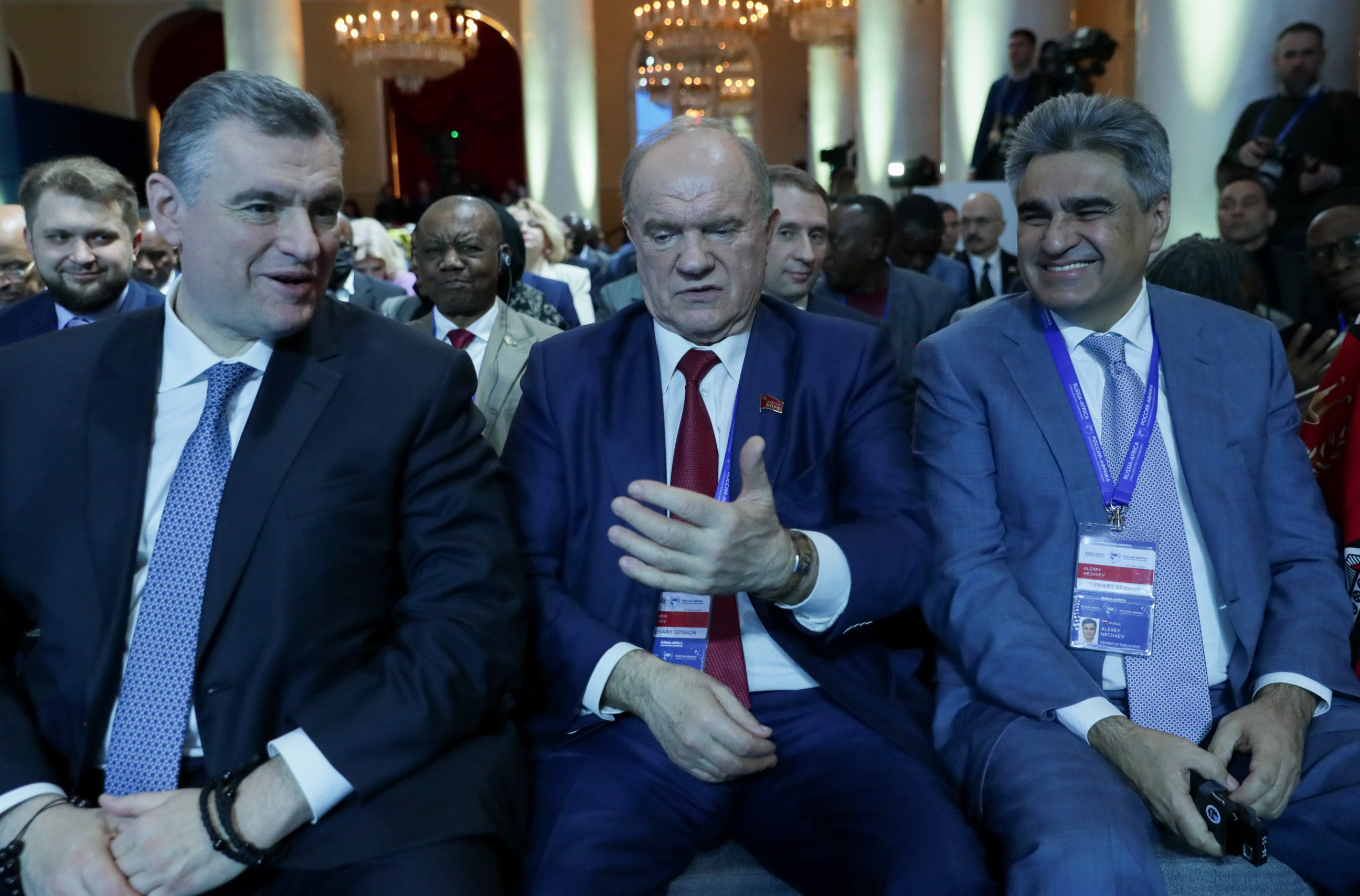
Леонид Слуцкий, Геннадий Зюганов и Алексей Нечаев. 2023

26 июня 2012 года премьер-министр Дмитрий Медведев, находившийся с ознакомительной поездкой в Горках Ленинских, по телефону лично поздравил Зюганова с 68-летием и пожелал ему «крепкого здоровья»; из официального сообщения следует, что это было единственное пожелание премьера. В этот день государственный телеканал «Россия-1» посвятил дню рождения Зюганова развёрнутый сюжет, включающий интервью бодрого и жизнерадостного виновника торжества и показанный в вечернем эфире программы «Вести».

### 2020-е
В 2021 году Зюганов трижды привился от COVID-19: вакциной от «Вектора», потом «Спутник Лайт».
11 февраля 2022 года Зюганов был госпитализирован для профилактики. 16 февраля был выписан из больницы и вернулся к очной работе в Госдуме.
В декабре 2023 года на XVIII съезде КПРФ лично предложил кандидатуру председателя комитета Государственной Думы Федерального собрания Российской Федерации по развитию Дальнего Востока и Арктики Николая Харитонова на президентских выборах 2024 года.
В июле 2025 года на XIX съезде КПРФ был переизбран председателем Центрального комитета партии.

## Законотворческая деятельность
С 1997 по 2023 год, в течение исполнения полномочий депутата Государственной Думы II—VIII созывов, выступил соавтором 233 законодательных инициатив и поправок к проектам федеральных законов.

## Социально-политические взгляды
По мнению Зюганова, в КПСС «сложилось два крыла, а по сути два течения». Первое было крылом Ленина, Сталина, Жукова и Гагарина; второе — крылом Троцкого, генерала Власова, Ягоды и Берии. В 1995 году Зюганов высказал мнение, что борьба ведётся не между классами, а
между правящими режимами, опирающимися на узкий слой компрадорской, либо националистической «ворократии», стремящейся к слому евразийской цивилизации в лице России и субъективными, волюнтаристскими устремлениями захватившей в стране власть узкой корпоративной группы.
По мнению Зюганова, в условиях глобализации главным является противоречие между космополитизмом и патриотизмом. Зюганов в качестве своих теоретических источников называет не столько Карла Маркса и Владимира Ленина, сколько «консервативно-охранительных» идеологов — Николая Данилевского и Константина Леонтьева, а также Владимира Соловьёва, Николая Бердяева, Освальда Шпенглера, Арнольда Тойнби и Фрэнсиса Фукуяму. По словам левого социолога Бориса Кагарлицкого, подавляющая часть названных идеологов открыто противостоят марксизму, социализму и большевизму.
Озвучивается мнение, что «Зюганов марксистом никогда не был и, следовательно, марксизму не изменял». В интервью «Комсомольской правде» 2014 года Зюганов назвал это мнение ерундой и назвал себя убеждённым марксистом-ленинистом и сторонником обновлённого социализма.
Считает целесообразным использовать ленинскую диалектику и сталинскую практику для достижения партийных целей.
По данным газеты «Завтра» за 1996 год, положительно высказывался о крепостном праве. В интервью «Комсомольской правде» 2014 года Зюганов назвал это утверждение чепухой и заявил, что никогда не высказывался положительно о крепостном праве и относится к нему отрицательно.
Предлагал отменить Беловежское соглашение и создать союзное государство Беларуси и России. Сторонник интеграции государств на пространстве бывшего СССР.
Поддержал идею упомянуть Бога в Конституции РФ, но вместе с тем выступил против поправки об обнулении сроков пребывания у власти президента Путина.
Сказал, что первым Сталиным был Владимир Креститель[значимость факта?].

## Отношения с властью

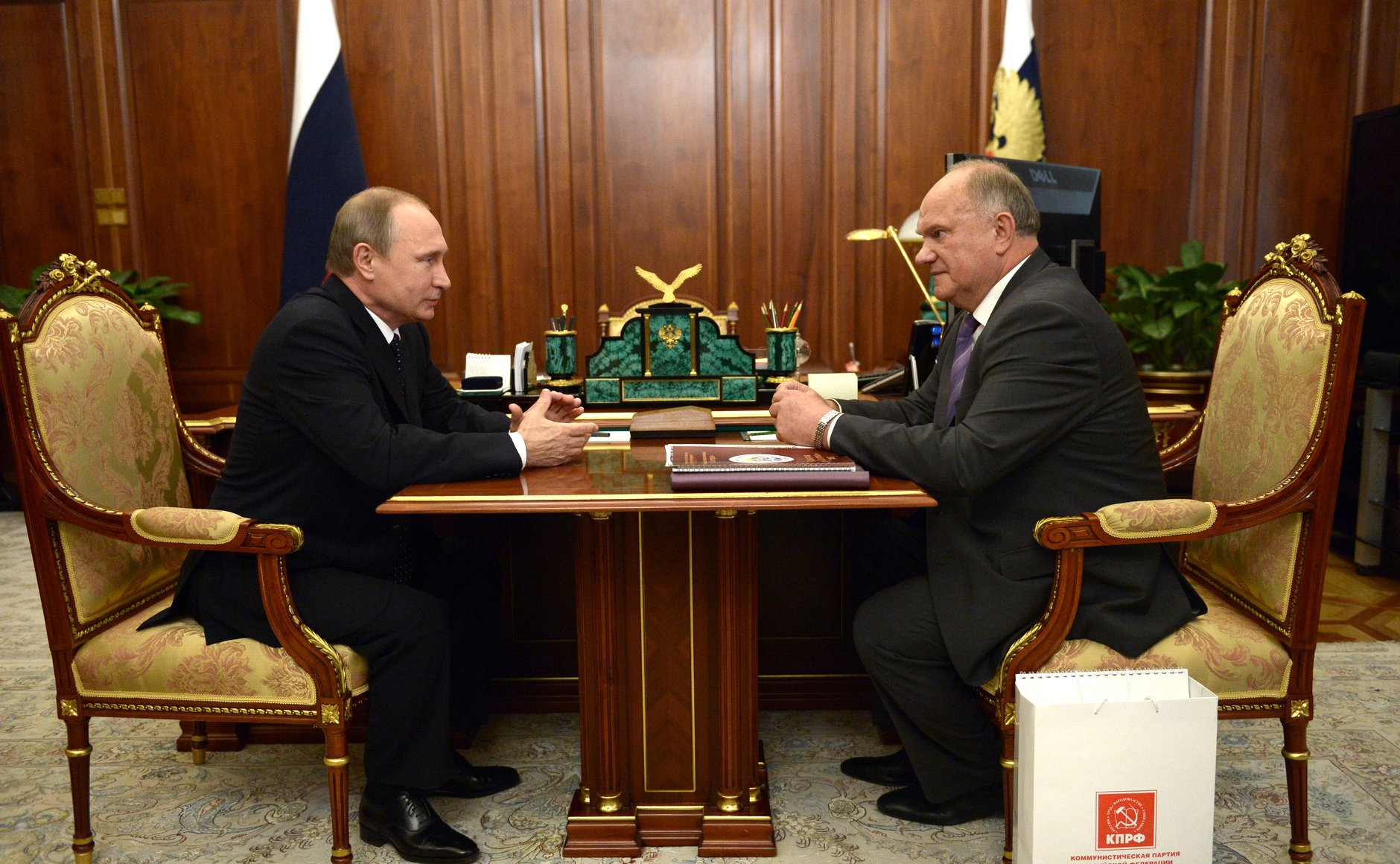
Встреча с Президентом России Владимиром Путиным, июль 2015 года

17 марта 2009 года Зюганов подверг власти критике, заявив, что «в последнее время на фоне усиления кризиса власть перешла к тактике грязных провокаций». Так, ранее проправительственное большинство Госдумы приняло протокольное поручение, в котором Зюганов обвинялся в организации несанкционированного митинга в Брянске. 19 марта 2009 года газета «Ведомости» заявила, что Зюганов «стал пользоваться расположением Кремля»: в его кабинете были установлены прямые телефоны к руководителям страны, член фракции КПРФ Олег Денисенко вошёл в президентский кадровый резерв; КПРФ, в свою очередь, по утверждению анонимного источника газеты, отказалась от организаций акций протеста.
В связи с информацией о прямой телефонной линии к президенту, депутат Госдумы Олег Шеин (фракция «Справедливая Россия») заявил, что роль КПРФ — «имитация оппозиции». Однако, как считает член ЦК КПРФ Сергей Обухов, никакого режима благоприятствования не было, а сейчас КПРФ подвергается давлению, «чтобы коммунисты не проводили митинги в регионах и молчали в Госдуме».
В апреле 2018 года Зюганов отправил письмо генеральному прокурору Юрию Чайке с жалобой на массовое двойное голосование на прошедших 18 марта 2018 года выборах президента России. В нём было сказано о возможности подачи заявления о голосовании по месту фактического пребывания с ложными или отсутствующими данными о месте регистрации, что, по утверждению Зюганова, создало в законе брешь: гражданин мог проголосовать на выборах как по месту фактического пребывания, так и по месту регистрации.

## Отношение к российско-украинской войне
Зюганов решительно поддержал аннексию Крыма и политику президента Путина по Украине. Лидер КПРФ выступил за федерализацию Украины, признание результатов «народных референдумов», придание государственного статуса русскому языку, в своих публичных выступлениях постоянно оказывал моральную поддержку пророссийским сепаратистам и фракции Компартии в парламенте Украины. На фоне этих событий и по случаю 70-летия 26 июня 2014 года Зюганова принял в Кремле президент Путин, заверил в своём уважении, наградил орденом Александра Невского и подарил лидеру КПРФ бронзовую фигурку Чапаева.
Спустя месяц, 24 и 25 июля 2014 года Главное следственное управление МВД Украины открыло уголовное производство в отношении Геннадия Зюганова, Владимира Жириновского и Сергея Миронова по подозрению в финансировании в особо крупном размере группой лиц действий, направленных против суверенитета Украины, изменения её государственного строя или границ (ч. 4 ст. 110-2 УК У). Комментируя события, Зюганов сообщил, что в ходе политической карьеры его пытались ранее осудить 16 раз, однако данное известие он воспринял с особым презрением: «Меня решили судить уголовники, люди, которые незаконно захватили власть на Украине, „изнасиловали“ свою страну и приказывали расстреливать соотечественников».
24 февраля 2022 года Президиум ЦК КПРФ во главе с Зюгановым поддержал вторжение России на Украину.

## Критика
Зюганов на протяжении своей политической карьеры подвергался критике, как со стороны либералов, так и со стороны социалистов и коммунистов.
Григорий Явлинский:
Я хотел бы ошибиться, но полагаю, что первой жертвой в случае прихода к власти КПРФ будет нынешнее руководство КПРФ, как это обычно бывает в таких случаях. Боюсь, что претензии, которые существуют внутри партии к Геннадию Андреевичу, за его либерализм, за его плюрализм, как он иногда говорит, ещё скажутся… Ему придётся очень дорого платить в том случае, если эта сила действительно придёт к власти.
Анатолий Чубайс:
Это наше большое счастье, что он устойчивый. Мы все должны быть ему благодарны за то, что он устойчивый. Потому что количество сценариев или точек исторических, которые он мог развернуть на то, чтобы здесь собрать пару сотен тысяч людей и пойти на штурм Кремля, было несколько. В 1990-е годы были такие точки, до 1996 года были такие точки. Просто забыли о том, как на демонстрации они собирали боевиков с ломами и железными прутьями… Прекрасно, вот именно такой он очень полезен.
Михаил Делягин:
С моей точки зрения, Зюганов — могильщик партии и всего левого движения в России, сегодня выполняющий функцию кладбищенского сторожа. Когда его «съедят», можно будет всерьёз говорить о том, способны или не способны новые люди в КПРФ превратить её в подлинную партию, в реального представителя народа. Однако в данном избирательном цикле ничего подобного ждать не следует.
Во время предвыборной кампании 1996 года подвергался критике в газете «Не дай Бог!». Сам Зюганов говорил, что со страниц этой газеты на него «лились потоки лжи и грязи».
Председатель ЛДПР и заместитель Председателя Государственной Думы в 2000—2011 годах Владимир Жириновский постоянно критиковал деятельность КПРФ и Геннадия Зюганова, считая, что они фактически продолжают деятельность КПСС. В 2006 году на одной из сессий ПАСЕ, где была принята резолюция об осуждении «тоталитарных коммунистических режимов», Жириновский даже призвал арестовать присутствовавшего там Зюганова. Сам Зюганов признавал факт того, что их взгляды с Жириновским радикально различались.
Бывший президент СССР Михаил Горбачёв неоднократно заявлял, что Зюганов уговаривал членов Верховного Совета РСФСР от фракции «Коммунисты России» голосовать за ратификацию беловежского соглашения о ликвидации СССР. Сам Зюганов опроверг это утверждение. Также это опровергает занимавший в 1991 году пост вице-спикера ВС РСФСР Юрий Воронин.
В декабре 2004 года вышла в свет фундаментальная монография «Геннадий Зюганов: „Правда“ о вожде», написанная членом ЦК КПРФ, писателем, главным редактором газеты «Правда» Александром Ильиным. В объёмной монографии с левых внутрипартийных позиций дан развёрнутый критический анализ личности Зюганова, исследуется возродившийся в посткоммунистическую эпоху феномен вождизма в КПРФ, сам Зюганов критикуется за стремление пожизненно находиться у руля партии, нетерпимость к внутрипартийному инакомыслию, партийную цензуру в газете «Правда», попытки изгнать со страниц издания философа-логика Александра Зиновьева, кадровый волюнтаризм в редакции и изъятие у её творческого коллектива части учредительских прав.
Партия «Коммунисты России», преимущественно состоящая из ранее исключённых членов КПРФ, выступает с резкой критикой Зюганова и возглавляемой им партии, считая что под его руководством коммунисты никогда не вернут утраченную власть.
Александр Штефанов раскритиковал Зюганова за молчание в период Августовского путча 1991 года и политического кризиса в Российской Федерации 1993.Кроме того выразил критику действий ЦК партии из-за отправки в отпуск важных руководителей партии в такое стрессовое время. 

## Попытка смещения с должности лидера КПРФ
1 июля 2004 года состоялся альтернативный Съезд КПРФ, организованный противниками Геннадия Зюганова, который избрал новый состав Центрального комитета — председателя центральной контрольно-ревизионной комиссии Татьяну Астраханкину, первого заместителя председателя ЦК Сергея Потапова, председателем ЦК (лидером) партии был избран Губернатор Ивановской области Владимир Тихонов.
Организаторами альтернативного Съезда выступили депутаты Геннадий Семигин, Светлана Горячева, Елена Драпеко, Виктор Зоркальцев, Александр Шабанов, Леонид Иванченко, Вячеслав Бойко и другие. Однако Министерство юстиции отказалось признать итоги съезда, все организаторы альтернативного съезда были исключены из КПРФ, после чего некоторые участники Съезда организовали свои партии (ВКПБ и Патриоты России).

## Общественное мнение
Согласно исследованию Левада-Центра, проведённому в апреле 2004 года, на вопрос: «Как вы считаете, во главе КПРФ должен остаться Геннадий Зюганов — или ему на смену должен прийти другой политик?» 27 % ответили, что должен остаться Зюганов, 54 % — должен прийти другой политик, 19 % — затруднились ответить.

## Личная жизнь
По данным газеты «Московский комсомолец» за 2007 год, регулярно отдыхает на госдаче в Подмосковье на территории дома отдыха УД Президента РФ «Снегири», где с 1994 года арендует коттедж № 29 — небольшой розовый дом с двумя трубами. По данным СМИ, Зюганов любит играть в волейбол и бильярд, разводить цветы (на даче их у него около ста видов). Любитель горных походов. Обладатель первого разряда по лёгкой атлетике, волейболу и троеборью.
Отпуск предпочитает проводить на Кавказе в Кисловодске.
Проживает в Москве на 2-й Тверской-Ямской улице в доме № 54, где до начала 1990-х годов были прописаны Борис Ельцин и некоторые другие руководители КПСС.
Женат. Жена — Надежда Васильевна Зюганова (Амеличева, род. 1946), домохозяйка. Родом с Украины. Со своей будущей женой Геннадий Андреевич познакомился ещё в школе. В институт поступали вместе: он — на физмат, она — на истфак.

Двое детей: сын Андрей (род. 1968) и дочь Татьяна Никифорова (род. 1974).

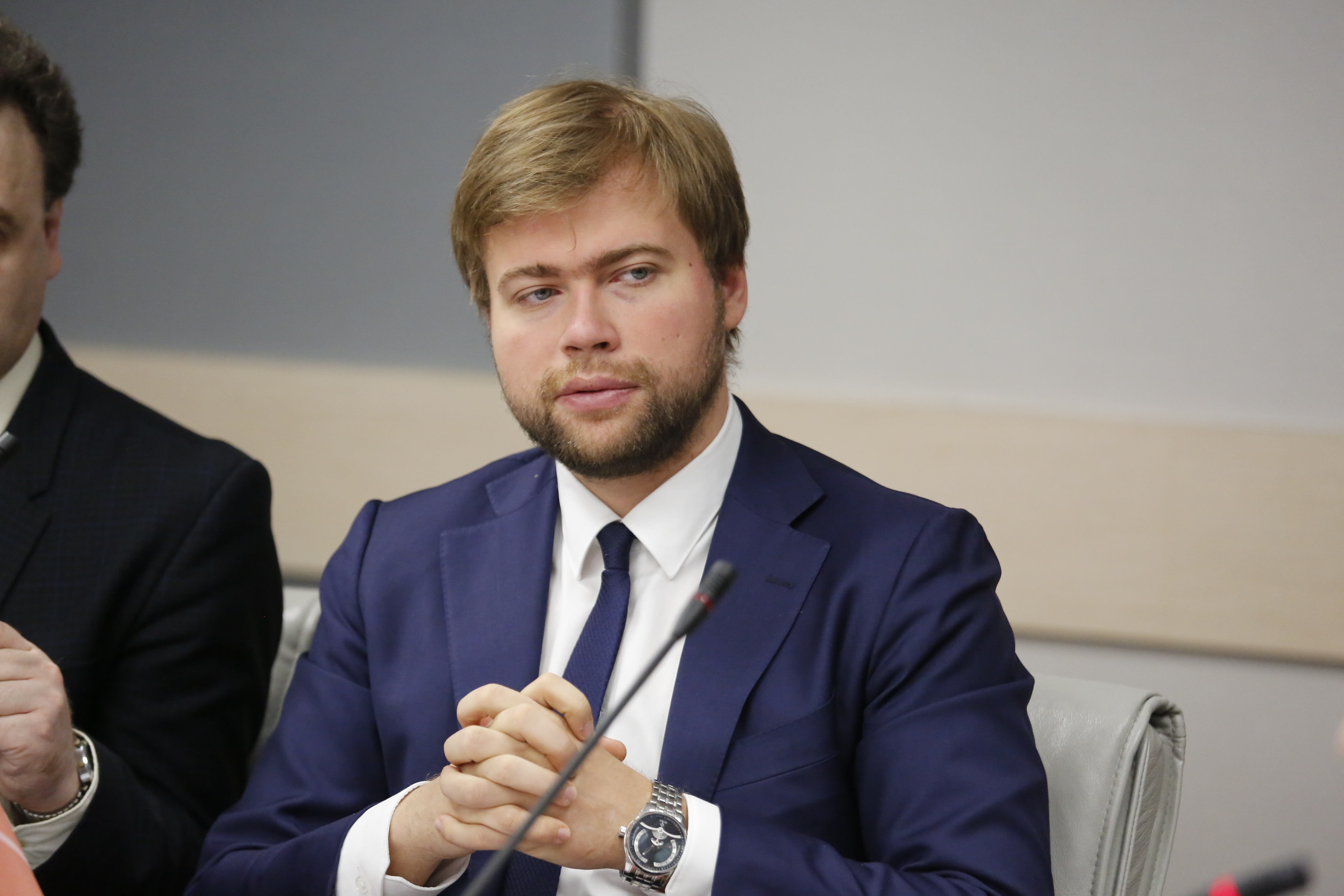
Внук Геннадия Зюганова — Леонид Зюганов, депутат Мосгордумы от КПРФ

Семь внуков и внучка. Один из его внуков, Леонид Андреевич Зюганов (род. 22 июля 1988 г.), ранее помощник депутата Московской городской думы (МГД) Андрея Клычкова, в 2014 году был выдвинут от КПРФ кандидатом в депутаты МГД 6-го созыва по 8-му округу и на выборах 14 сентября занял первое место, набрав 11 904 голоса избирателей (33,47 %). В 2019 году Леонид Зюганов был снова избран депутатом МГД, на выборах поддержан «Умным голосованием» и высказался, что в будущем «Умное голосование» обязательно необходимо использовать.
Зять — Сергей Никифоров, заместитель гендиректора ЗАО «Керамоцентр». В ноябре 2012 года задержан вместе с чиновником правительства Москвы Д. Васильевым и безработным А. Симоненко по подозрению в получении взятки размером в 223 тысячи долларов. В 2014 году уголовное дело против Сергея Никифорова было выделено в отдельное производство и приостановлено.
- Увлекается волейболом, теннисом, троеборьем. Сторонник здорового образа жизни, имеет ряд спортивных наград[источник не указан 1829 дней].
- Обладает литературными способностями, неоднократный победитель литературных конкурсов[источник не указан 1829 дней].
- Потомственный орловский пчеловод, уже в 11 лет срубил первый деревянный улей[129].

## Санкции
Из-за поддержки российской агрессии и нарушения территориальной целостности Украины во время российско-украинской войны находится под персональными международными санкциями разных стран.
С 23 февраля 2022 года находится под санкциями всех стран Европейского союза как лицо, «подрывающее территориальную целостность, суверенитет и независимость Украины».
С 24 февраля 2022 года находится в канадском санкционном списке «близких соратников режима» за «признание независимости так называемых республик в Донецке и Луганске».
11 марта 2022 года внесён в санкционный список США «против кремлёвской элиты, лидеров, олигархов за содействие войне Путина против Украины».
По аналогичным основаниям с 11 марта 2022 года находится под санкциями Великобритании, с 25 февраля 2022 года — под санкциями Швейцарии, с 26 февраля 2022 года — Австралии. С 15 марта 2022 года находится под санкциями Японии. Указом президента Украины Владимира Зеленского от 7 сентября 2022 находится под санкциями Украины. С 3 мая 2022 года находится под санкциями Новой Зеландии.

## Имущество и доходы
По официальным данным ЦИК РФ на 29 декабря 2007 год, в совместной собственности четы Зюгановых — московская квартира площадью 167,4 м². Данные предоставил Зюганов как кандидат в ЦИК России.
- На сайте «Декларатор»

## Участие в президентских выборах

График изменения % голосов избирателей за всё время участия в президентских выборах

Участвовал в четырёх президентских выборах (1996, 2000, 2008, 2012). Во всех занимал второе место.
| Год           | Голоса     | %     | Место | Опередил Зюганова | Уступили Зюганову                                                                              |
| ------------- | ---------- | ----- | ----- | ----------------- | ---------------------------------------------------------------------------------------------- |
| 1996 (I тур)  | 24 211 686 | 32,03 | 2/10  | Ельцин            | Лебедь, Явлинский, Жириновский, Фёдоров, Горбачёв, Шаккум, Власов, Брынцалов                   |
| 1996 (II тур) | 30 104 589 | 40,31 | 2/2   | Ельцин            |                                                                                                |
| 2000          | 21 928 468 | 29,21 | 2/11  | Путин             | Явлинский, Тулеев, Жириновский, Титов, Памфилова, Говорухин, Скуратов, Подберёзкин, Джабраилов |
| 2008          | 13 243 550 | 17,72 | 2/4   | Медведев          | Жириновский, Богданов                                                                          |
| 2012          | 12 316 976 | 17,18 | 2/5   | Путин             | Прохоров, Жириновский, Миронов                                                                 |

## Награды и звания

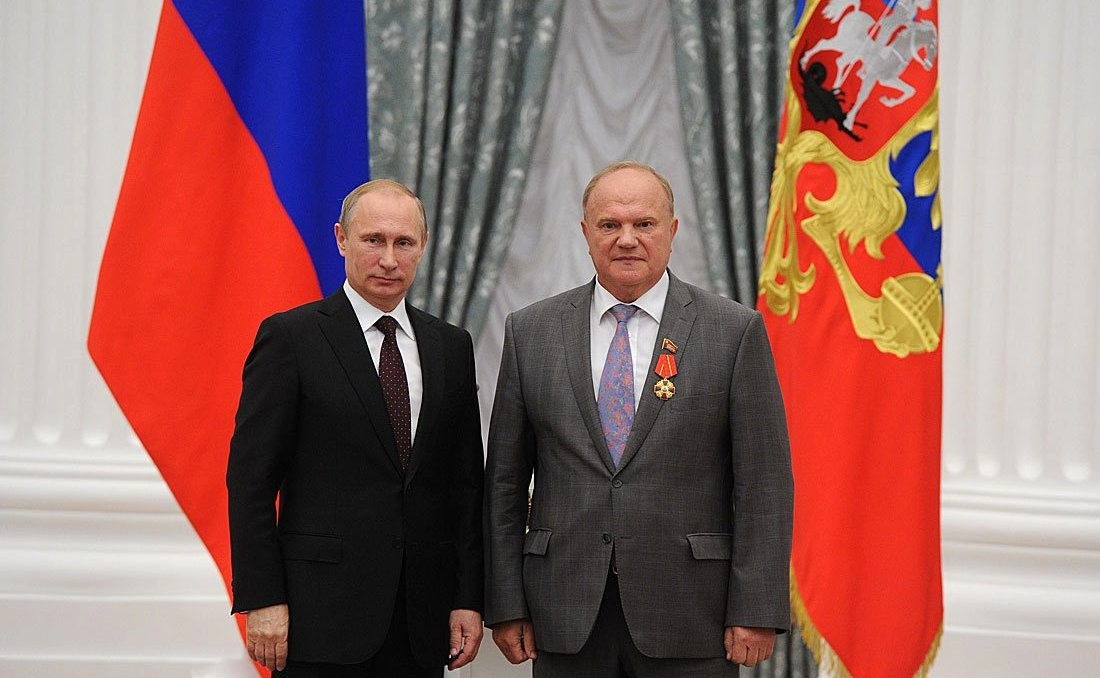
Награждение Орденом Александра Невского, 31 июля 2014 года

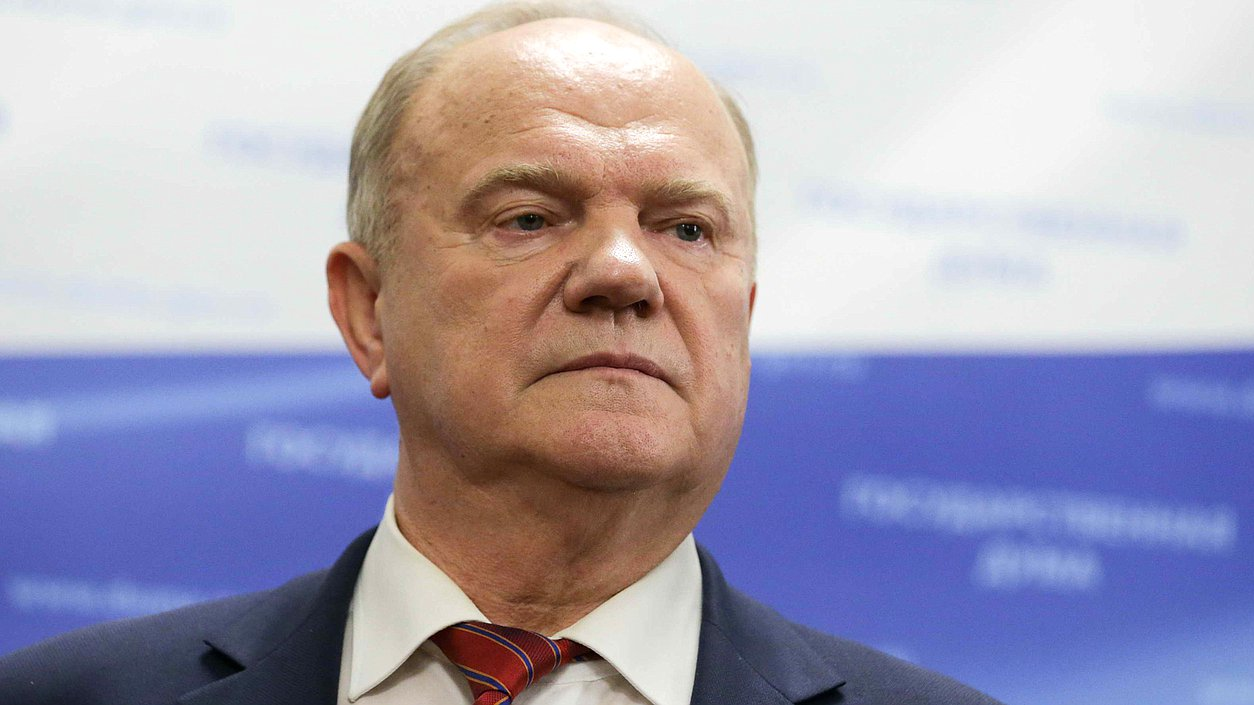
Геннадий Зюганов после общения со СМИ, 2 апреля 2018 года

- Герой Труда Российской Федерации (26 июня 2024) — за большие заслуги в развитии российской государственности, становлении гражданского общества и многолетнюю плодотворную трудовую деятельность[141];
- Орден «За заслуги перед Отечеством» II степени (2024)[142];
- Орден «За заслуги перед Отечеством» III степени (28 апреля 2023) — за большой вклад в развитие парламентаризма, активную законотворческую деятельность и многолетнюю добросовестную работу[143];
- Орден «За заслуги перед Отечеством» IV степени (2019)[144];
- Орден Александра Невского (23 июня 2014) — за достигнутые трудовые успехи, значительный вклад в социально-экономическое развитие Российской Федерации, реализацию внешнеполитического курса Российской Федерации, заслуги в гуманитарной сфере, укреплении законности, защите прав и интересов граждан, многолетнюю добросовестную работу, активную законотворческую деятельность[145];
- Орден Дружбы народов (8 июня 2016, Беларусь) — за значительный личный вклад в укрепление дружественных отношений и сотрудничества между Республикой Беларусь и Российской Федерацией, становление Союзного государства, развитие экономических, научно-технических и культурных связей[146][147];
- Орден Почёта (20 июня 2024, Беларусь) —  за значительный личный вклад в развитие всестороннего сотрудничества между Республикой Беларусь и Российской Федерацией, союзного строительства, укрепление дружественных отношений и единства народов Беларуси и России[148][149];
- Орден Почёта (2009, Южная Осетия)[150];
- Орден «Знак Почёта»[151];
- Орден Дружбы и Братства (2024, Лаос)[152];
- Орден Солидарности (2025, Куба)[153];
- Медаль «Дружба» (2008, Куба)[154];
- Медаль «Во славу Осетии» (Северная Осетия, Россия)[155];
- Медаль «Участнику военной операции в Сирии» (2016)[156];
- Медаль Столыпина П. А. I степени (23 апреля 2024)[157];
- Медаль Столыпина П. А. II степени (16 декабря 2019) — за заслуги в законотворческой деятельности, направленной на решение стратегических задач социально-экономического развития страны[158][159];
- Медаль «В ознаменование 10-летия возвращения Севастополя в Россию» (10 июня 2024) — за личный вклад в возвращение города Севастополя в Россию;
- Медаль ЦИК РФ «За содействие в организации выборов» (26 июня 2024)[160];
- Почётная грамота правительства Российской Федерации (26 июня 2019) — за заслуги в законотворческой деятельности и многолетнюю добросовестную работу[161];
- Орден Славы и Чести III степени (РПЦ, 2014)[162];
- Почётный гражданин города Орёл[7];
- Лауреат литературной премии имени Шолохова (1996) (учреждена Союзом писателей России). С 1993 года публикуется в «Советской России».

## В культуре
- Кукла Зюганова в телепередаче «Куклы» на НТВ[163].
- Геннадий Зюганов является прообразом руководителя российской компартии Дышлова — персонажа романа Александра Проханова «Политолог» (2005)[источник не указан 297 дней].
- Персонаж Зюганова («секретарь по идеологии Геннадий») появляется в финале романа Игоря Бойкова «Кумач надорванный» (2019).
- Геннадий Зюганов — один из действующих персонажей в игре «Crisis in the Kremlin» (2017) и её продолжении «Ostalgie» (2018)[источник не указан 297 дней].
- В 2016 году стал прототипом героя анимированного ролика — рэпера ZuGGano, сошедшегося в политическом рэп-баттле с Сергем Мироновым[164].

## Сочинения

### Книги
1. Зюганов Г. А. Актуальные проблемы социального и экономического развития города Орла. — Орёл: Орл. обл. орг. о-ва "Знание" РСФСР, 1978. — 52 с.
2. Зюганов Г. А. Социальное развитие города и коммунистическое воспитание: Проблемы планомерного совершенствования городского образа жизни. — М.: Профиздат, 1982. — 136 с.
3. Зюганов Г. А. Держава. — 2-е изд. — М.: Информпечать, 1994. — 192 с. — ISBN 5-88010-008-1.
4. Зюганов Г. А. Драма власти. — М.: Палея, 1995. — 208 с. — ISBN 5-86020-260-0.
5. Зюганов Г. А. Верю в Россию. — Воронеж, 1995. — 383 с. — ISBN 9785899810824. ISBN 5-89981-082-3
6. Зюганов Г. А. Россия и современный мир. — М.: Информпечать, 1996.
7. Зюганов Г. А. Знать и действовать.Ответы на вопросы. — М.: Палея, 1996. — 48 с. — ISBN 5-86020-351-9.
8. Зюганов Г. А. "Россия, родина, народ" — предвыборная платформа кандидата на должность президента Российской Федерации Геннадия Андреевича Зюганова. — М.: Палея, 1996. — 32 с. — ISBN 5-86020-347-0.
9. Зюганов Г. А. Россия — родина моя. Идеология государственного патриотизма. — М.: Информпечать, 1996. — 336 с. — ISBN 5-88010-028-6.
10. Зюганов Г. А. Уроки жизни. — М., 1997. — 388 с. — ISBN 5-900248-52-6.
11. Зюганов Г. А. География победы. Основы российской геополитики. — СПб.: Санкт-Петербургская типография № 6, 1997. — 304 с. — ISBN 5-7624-0021-2.
12. Зюганов Г. А. Манифест народно-патриотического Союза России. 1998 г. — М.: Изд-во «Информпечать», ИТРК, 1998. — 32 с. — ISBN 5-58010-063-4.
13. Зюганов Г. А. Вера и верность. Русское Православие и проблемы возрождения России. — М., 1999. — 88 с. — ISBN 5-7624-0042-5.
14. Зюганов Г. А. Постижение России. — М.: Мысль, 2000. — 510 с. — 10 000 экз. — ISBN 5-244-00952-4.
15. Зюганов Г. А. Кадры партии в действии. — М.: ИТРК, 2001. — 48 с. — ISBN 5-88010-083-9.
16. Зюганов Г. А. На рубеже тысячелетий. Судьба России в современном мире. — М.: Мысль, 2001. — 573 с. — 10 000 экз. — ISBN 5-244-00975-3.
17. Зюганов Г. А. Глобализация и судьба человечества. — М.: «Молодая гвардия», 2002. — 448 с. — ISBN 5-235-02545-8.
18. Зюганов Г. А. Верность. — М.: «Молодая гвардия», 2003.
19. Зюганов Г. А. Коммунисты и молодёжь в современной России. — М.: ЗАО «Газета «Правда», 2003. — 32 с. — ISBN 5-8502-044-9 (ошибоч.).
20. Зюганов Г. А. Святая Русь и Кощеево царство. Основы русского духовного возрождения. — М.: Резерв, 2003. — 264 с. — ISBN 5-00-000256-3.
21. Зюганов Г. А. Так сказал Зюганов. — М.: ИТРК, 2003. — 192 с. — ISBN 5-88010-188-6.
22. Зюганов Г. А. За единство. Беседа с коммунистами о ситуации в КПРФ. — М.: ИТРК, 2004. — 64 с. — ISBN 5-88010-191-6.
23. Зюганов Г. А. Смотреть вперёд. X Съезд КПРФ и «трудные вопросы» российского коммунистического движения. — М.: ИТРК, 2004. — 128 с. — ISBN 5-88010-205-X.
24. Зюганов Г. А. Строителю державы. К 125-летию со дня рождения И. В. Сталина. — М.: ИТРК, 2004. — 96 с. — ISBN 5-88010-209-2.
25. Зюганов Г. А. О русских и России. — М.: Молодая гвардия, 2004. — 207[1] с. — ISBN 5-235-02731-0.
26. Зюганов Г. А. Большие испытания. КПРФ перед новым избирательным марафоном. — М.: ИТРК, 2005. — 126 с. — ISBN 5-88010-217-3.
27. Зюганов Г. А. За воссоединение советских народов. — М.: Издательство ИТРК, 2005. — 128 с. — ISBN 5-88010-212-2.
28. Зюганов Г. А. За нашу победу. — М.: ИТРК, 2005. — 96 с. — ISBN 5-88010-213-0.
29. Зюганов Г. А. Идти вперёд. — М.: Молодая гвардия, 2005. — 464: ил. с. — ISBN 5-235-02732-9.
30. Зюганов Г. А. Меморандум «О задачах борьбы против империализма и необходимости международного осуждения его преступлений». — М.: «Правда-пресс», 2006. — 24 с. — ISBN 5-85024-160-4.
31. Зюганов Г. А. Защищая наш мир. О внешнеполитической деятельности КПРФ. — М.: Издательство ИТРК, 2006. — 240 с. — ISBN 5-88010-223-8.
32. Зюганов Г. А. 100 Анекдотов от Зюганова. — М.: ИТРК, 2007. — 80 с. — ISBN 5-88010-226-2.
33. Зюганов Г. А. КПРФ — атакующая партия!. — М.: ИТРК, 2008. — 142 с.
34. Зюганов Г. А. Сталин и современность. — М.: Молодая гвардия, 2009. — 286 с. — ISBN 978-5-235-03268-2.
35. Зюганов Г. А. На переломе / редактор: Житнухин Анатолий Петрович. — М.: Молодая гвардия, 2009. — 302 с. — (Несерийная литература). — 12 000 экз. — ISBN 978-5-235-03303-0.
36. Зюганов Г. А. Крах контрреволюции. — М.: ИТРК, 2011. — 240 с. — ISBN 978-5-88010-285-3.
37. Зюганов Г. А. Глобальное порабощение России, или "Глобализация по-Американски". — М.: Эксмо, 2011. — 352 с. — 4100 экз. — ISBN 978-5-699-47567-4.
38. Зюганов Г. А. Перед рассветом. — М.: Молодая гвардия, 2011. — 301 с. — 11 000 экз. — ISBN 9785235034358.ISBN 5-235-03435-X
39. Зюганов Г. А. Коммунисты XXI. — ООО "АЛГОРИТМ", 2012. — 256 с. — 3000 экз. — ISBN 978-5-4438-0226-8.
40. Зюганов Г. А. Глядя в будущее. — М.: ИТРК, 2013. — 352 с. — 10 000 экз. — ISBN 978-5-88010-299-0.
41. Зюганов Г. А. Идейно-теоретические основы партии. — М.: ИТРК, 2013. — 352 с. — 10 000 экз. — ISBN 978-5-88010-298-3.
42. Зюганов Г. А. Партия трудового народа. — М.: ИТРК, 2013. — 384 с. — 10 000 экз. — ISBN 978-5-88010-297-6.
43. Зюганов Г. А. Пока не поздно…. — М.: ИТРК, 2013. — 224 с. — 5000 экз. — ISBN 978-5-235-03665-9.
44. Зюганов Г. А. Бюджет обнищания и разрушения. — М.: Псковское возрождение, 2015. — 56 с. — 30 000 экз.
45. Зюганов Г. А. Новое оружие глобалистов. — М., 2015. — 56 с. — 20 000 экз.
46. Зюганов Г. А. На пасеке у Зюганова. — М.: СканРус, 2016. — 176 с. — 5000 экз. — ISBN 978-5-4350-0115-0.
47. Зюганов Г. А. Время выбора, время действий! 1917—2017. — М.: ИТРК, 2017. — 320 с. — 10 000 экз. — ISBN 978-5-88010-411-6.
48. Зюганов Г. А. Россия под прицелом глобализма. — М.: Эксмо, 2018. — 384 с. — 3000 экз. — ISBN 978-5-04-097580-8.
49. Зюганов Г. А. Лево руля: Анекдоты от Зюганова. — М.: ИТРК, 2019. — 120 с. — 10 000 экз. — ISBN 978-5-88010-576-2.
50. Зюганов Г. А. Русский мир на двух осях. — М.: Молодая гвардия, 2021. — 389 с. — 10 000 экз. — ISBN 9785235044449.

### Статьи
- Зюганов Г. А. Время требует перемен // Огонь по своим. — Алгоритм, 2006. — 400 с. — ISBN 5-9265-0252-7.
- Зюганов Г. А. Об уроках (КПРФ) // Огонь по своим. — Алгоритм, 2006. — 400 с. — ISBN 5-9265-0252-7.
- Зюганов Г. А. Люди вчерашних страстей (КПРФ) // Огонь по своим. — Алгоритм, 2006. — 400 с. — ISBN 5-9265-0252-7.

### Интервью
- Воля к борьбе. Беседа игумена Алексия (Просвирина) с лидером Народно-Патриотического Союза России Г. А. Зюгановым // Геннадий Зюганов. Святая Русь и Кощеево царство. Стр. 59-76
- Все интервью Геннадия Зюганова на радиостанции «Эхо Москвы»
- Все интервью Геннадия Зюганова на радиостанции «Русская Служба Новостей»
- Все интервью Геннадия Зюганова на радиостанции «Финам FM»
- Никто не должен спать спокойно. Lenta.ru, 23.02.2012